# Pachythrissops
Pachythrissops is een geslacht van uitgestorven straalvinnige beenvissen, dat leefde van het Laat-Jura tot het Vroeg-Krijt.

## Beschrijving
Deze 70 cm lange vis had een spoelvormig lichaam, dat bedekt was met dunne, afgeronde schubben, een symmetrische, gevorkte staart en een enkelvoudige rug- en aarsvin, die veel groter waren dan de gepaarde borst- en buikvinnen. De kaken waren bezet met kleine, conische tanden.

## Leefwijze
Deze vis leefde in zoute wateren, waar hij zich voedde met mollusken, arthropoden en visjes.

## Vondsten
Fossielen van deze vis werden gevonden in Europa.